# Белоус, Николай Максимович
Николай Максимович Белоус (род. 15 мая 1952 года, село Яловка, Красногорский район, Брянская область, СССР) — доктор сельскохозяйственных наук, профессор, ректор Брянской государственной сельскохозяйственной академии (2003—2022), председатель Совета ректоров вузов Брянской области, Заслуженный работник сельского хозяйства Российской Федерации, Почётный работник науки и техники Российской Федерации.

## Образование
В 1982 году окончил Украинскую сельскохозяйственную академию (с 2008 года Национальный университет биоресурсов и природопользования Украины), агрономический факультет по специальности «Агрономия».
В 1988 году поступил в аспирантуру Всесоюзного института удобрений и агропочвоведения (ВИУА) имени Д. Н. Прянишникова.
В 1992 году защитил кандидатскую диссертацию на тему «Влияние удобрений на урожай и качество картофеля в условиях радиоактивного загрязнения на дерново-подзолистой песчаной почве» и получил ученую степень кандидата сельскохозяйственных наук, без отрыва от производства.
В 2000 году защитил докторскую диссертацию на тему «Воспроизводство плодородия и реабилитация радиоактивно загрязненных дерново-подзолистых песчаных почв юго-запада России».
В 2002 году присвоено ученое звание профессор, по специальности «Агрохимия».

## Карьера
Трудовую деятельность начал в семнадцать лет токарем на Псковском электромашиностроительном заводе. Затем слесарем механической мастерской (1978).
В 1982 году поступил на работу в опытное хозяйство «Волна революции» ВИУА им. Д. Н. Прянишникова, на должность старшего агронома, а с 1985 по 1992 год директор ОХ «Волна революции».
В 1993 году переведен на работу директором Новозыбковской государственной сельскохозяйственной опытной станции.
Под руководством Н. М. Белоуса сотрудники Новозыбковской опытной станции в течение нескольких лет проводили совместные исследования с учеными разных стран (Англии, Германии, Канады, Норвегии, Франции, Швеции, Японии) по вопросам ведения агропромышленного производства в условиях радиоактивного загрязнения. Н. М. Белоус являлся руководителем отдела экологического и радиологического мониторинга.
Н. М. Белоус ученый по вопросам повышения плодородия дерново-подзолистых песчаных почв и их реабилитации в условиях радиоактивного загрязнения после аварии на Чернобыльской АЭС. Свою деятельность он начал с разработки систем использования нетрадиционных источников органического вещества, а затем разрабатывал приемы повышения плодородия и продуктивности песчаных почв на основе комплексного применения удобрений (органических, минеральных, зеленых) в сочетании с мелиорантами и средствами защиты растений.
С 2003 по 2022 год — ректор Брянской государственной сельскохозяйственной академии (с 2014 года Брянский государственный аграрный университет).
В 2013 году избран председателем Совета ректоров вузов Брянской области и в 2018 году был переизбран на новый срок.
С 2022 года советник при ректорате Брянского государственного аграрного университета.

## Политическая деятельность
С 1992 по 1993 год был первым заместителем главы администрации Новозыбковского района, начальником управления сельского хозяйства.
С 1994 по 2000 год Н. М. Белоус избирался депутатом Брянской областной Думы I и II созывов. Во время депутатства Н. М. Белоус являлся председателем Комитета по вопросам Чернобыля, экологии и чрезвычайных ситуаций (1996—2000).
С 2004 по 2019 год депутат Брянской областной Думы IV,V и VI созывов. Становился заместителем председателя Комитета по проблемам последствий Чернобыльской катастрофы, экологии и природопользования (2007), председателем Комитета по аграрной политике и природопользованию (2009—2014), заместителем председателя Комитета по аграрной политике и природопользованию (2014—2019).
С 2007 года член совета по науке и научной деятельности при Губернаторе Брянской области.
Заместитель секретаря регионального отделения партии «Единая Россия».

## Общественная деятельность
Член Совета международного Союза агрохимиков и агроэкологов стран СНГ.
Член Международной академии аграрного образования.
Член редколлегии журналов «Плодородие» и «Проблемы агрохимии и экологии».
Член Общественной палаты Брянской области.

## Научная деятельность
Н. М. Белоус автор нескольких сотен научных статей издаваемых в России и за рубежом, а так же издал монографию «Повышение плодородия песчаных почв» и несколько десятков коллективных монографий.
Основными научными трудами, в которых Н. М. Белоус был автором или соавтором являются:
- Белоус, Н. М. Научные основы и рекомендации по эффективному применению органических удобрений (по зонам страны) / Н. М. Белоус [и др.]; под редакцией Н. З. Милащенко. — М.: Изд-во ВИУА, ВАСХНИЛ, 1991. — 216 с.
- Белоус, Н. М. Влияние удобрений на урожайность и радионуклидов и тяжелых металлов на дерново-подзолистой почве / Н. М. Белоус // Опыт работы по реабилитации территорий, пострадавших от Чернобыльской катастрофы: сборник тезисов международного семинара / Министерство РФ по делам гражданской обороны ЧС. — М., 1994. — С. 40-47.
- Белоус, Н. М. Характеристика Генофонда сельскохозяйственных культур по накоплению радиации и задачи селекции в загрязненной зоне Чернобыльской АЭС: методические рекомендации / под редакцией Н. М. Белоуса [и др.].- М.: Изд-во Россельхозакадемия, 1995. −128 с.
- Белоус Н. М. Повышение плодородия песчаных почв: монография — М.: Колос, 1997. — С. 192.
- Белоус, Н. М. Влияние систем удобрений на распределение l37Cs по профилю дерново-подзолистой песчаной почвы / Н. М. Белоус [и др.] // Материалы IV съезда по радиационным исследованиям (радиология, радиоэкология, радиационная безопасность). — М.: Изд-во РУДН, 2001.- С. 631.
- Белоус, Н. М. Повышение продуктивности заливных естественных кормовых угодий на мелиорированных землях в условиях радиоактивного загрязнения / Н. М. Белоус, В. Ф. Шаповалов // Проблемы мелиорации и орошаемого земледелия Юга России: сборник статей. — М.: Изд-во Россельхозакадемия, 2001. — С. 402—411.
- Белоус, Н. М. Информационно-консультационная служба в сельском хозяйстве зарубежных стран и России: монография / В. В. Ториков, В. Ф. Мальцев, Н. М. Белоус [и др.].- Брянск: Изд-во Брян. ГСХА, 2004. — 266 с.: ил.
- Белоус, Н. М. Словарь агрономических терминов: монография / В. Ф. Мальцев, Н. М. Белоус, В. Е. Ториков. — Брянск, 2006. — 336 с.
- Способ восстановления плужных лемехов: пат. 2412793 Российская Федерация: МПК B23P6/04, B23K9/04 / Н. М. Белоус, А. М. Михальченков, Ю. И. Кожухова, И. В. Козарез; заявитель и патентообладатель Н. М. Белоус, А. М. Михальченков, Ю. И. Кожухова, И. В. Козарез. -№ 2008147653/02; заявление 02.12.2008; опубл. 27.02.2011, Бюл. № 6.- 6 с.
- Современные проблемы радиологии в сельскохозяйственном производстве / [Н. М. Белоус и др.; редкол.: науч. ред. — Ю. А. Томин и др.]. — Москва; Рязань: Рязанский гос. агротехнологический ун-т им. П. А. Костычева, 2010. — 362 с.: ил., табл.; 21 см; ISBN 978-5-98660-048-2.
- Белоус, Н. М. Эффективность технологий возделывания сельскохозяйственных культур в севооборотах юго-запада Нечерноземной зоны России: монография // Н. М. Белоус, М. Г. Драганская, И. Н. Белоус, С. А. Бельченко. — Брянск: Изд-во Брянской ГСХА, 2012.-241 с.
- Белоус, Николай Максимович. Эффективное фермерство в вопросах и ответах / М-во сельского хоз-ва РФ, ФГБОУ ВПО «Брянская гос. сельскохозяйственная акад.», Ин-т повышения квалификации кадров агробизнеса и международных связей. — Брянск: Брянская ГСХА, 2014-. — 20 см.
- Агрономическая химия / Учебное пособие. — Н. М. Белоус, В. Е. Ториков, О. В. Мельникова, Г. П. Малявко, Д. Г. Кротов. — Брянск: Брянский ГАУ, 2015. — 139 с. — ISBN 978-5-88517-249-3.
- Чернобыль: радиационный мониторинг сельскохозяйственных угодий и агрохимические аспекты снижения последствий радиоактивного загрязнения почв (к 30-летию техногенной аварии на Чернобыльской АЭС) / В. Г. Сычев, М. И. Лунев, П. М. Орлов, Н. М. Белоус; Российская акад. наук, Федеральное агентство науч. орг., ФГБНУ Всероссийский науч.-исслед. ин-т агрохимии им. Д. Н. Прянишникова. — Москва: ВНИИА, 2016. — 183 с.: ил., табл.; 21 см; ISBN 978-5-9328-0210-8: 500 экз.
- Агрохимические и экологические основы адаптивного земледелия. Учебное пособие для вузов. — В. Е. Ториков, Н. М. Белоус, О. В. Мельникова. — СПб.: Изд-во «Лань», 2022. — 228 с.; ISBN 978-5-8114-9396-8.
- Система удобрения в адаптивном земледелии / Учебное пособие для СПО. — В. Е. Ториков, Н. М. Белоус, О. В. Мельникова. — СПб.: Изд-во «Лань», 2023. — 196 с.; ISBN 978-5-507-46519-4.

## Награды и почётные звания
- Орден «Знак Почета» (1987)[2][17][20];
- Орден «Рыцаря прогресса» (2008)[4];
- Заслуженный работник сельского хозяйства РФ (1995)[1][9][16];
- Лауреат ежегодного конкурса «Агрохимик года» (2001)[4][23];
- Почетный работник науки и техники РФ (2008)[16][20][23];
- Лауреат премии имени А. Н. Косыгина (2008) за большие достижения в решении проблем развития экономики России[4][23];
- Медаль ВДНХ СССР (1986; 1989)[1][23];
- Медаль Т. С. Мальцева (2003)[4][23];
- Медаль «В память 200-летия Ф. И. Тютчева» (2004)[23];
- Золотая медаль «За вклад в развитие агропромышленного комплекса России» (2005)[4][23];
- Почетный агрохимик России (2009)[2];
- Золотая медаль имени В. М. Клечковского (2011) за выдающиеся работы в области сельскохозяйственной радиологии и агроэкологии[17][20][23];
- Медаль «О ликвидации последствий катастрофы на Чернобыльской АЭС» (2011)[2];
- Заслуженный учёный Брянской области (2012)[17][20].

## Санкции
6 марта 2022 года после вторжения России на Украину подписал письмо в поддержу российской агрессии. С 9 июня 2022 года находится под персональными санкциями Украины за поддержку войны. Также был внесён ФБК в список коррупционеров и разжигателей войны за поддержку нападения на Украину, 16 марта 2022 года форумом свободной России внесён в санкционный «Список Путина» с предложением введения против него международных санкций.